# Momčilo Bajagić Bajaga

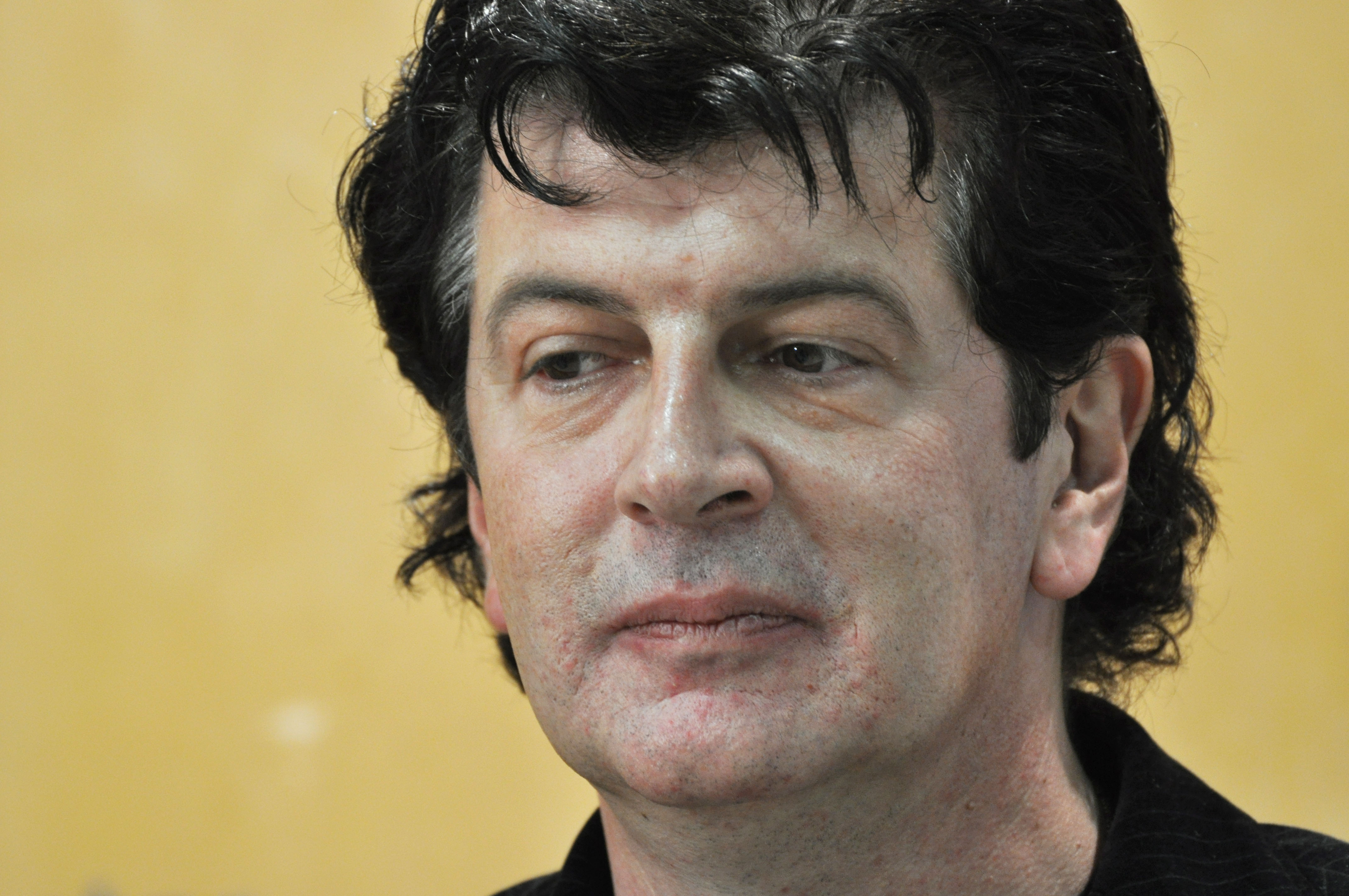
Momčilo Bajagić Bajaga 2013

Momčilo Bajagić (serbokroatisch-kyrillisch Момчило Бајагић, * 19. Februar 1960 in Bjelovar, Jugoslawien, heute Kroatien) ist ein populärer serbischer Pop-Rock-Sänger, der meist unter seinem Spitznamen Бајага Bajaga auftritt.
Er ist Mitgründer und Frontmann der Gruppe Bajaga i Instruktori, einer der populärsten Gruppen in ganz Ex-Jugoslawien. Zur Musik kam er 1979, als er, in Zemun lebend, der Gitarrist der ebenfalls erfolgreichen serbischen Rock-Gruppe Riblja čorba wurde.
Bajaga hat mehrere bekannte Lieder geschrieben (u. a. Ruski voz, Moji drugovi, Leti leti ptico). Auch für Kollegen wie Folk-Sängerin Vesna Zmijanac und Pop-Sänger Zdravko Čolić schrieb er Texte.